# Desajustamento
Desajustamento é um termo usado na psicologia para se referir à "incapacidade de reagir com sucesso e de forma satisfatória às demandas do ambiente". O termo desajustamento pode se referir a uma ampla gama de condições sociais, biológicas e psicológicas. 
O desajustamento pode ser intrínseco ou extrínseco. Desajustes intrínsecos são as disparidades entre as necessidades, motivações e avaliações de um indivíduo, com o real ganho de recompensa por meio das experiências. Já o desajustamento extrínseco é referido quando o comportamento de um indivíduo não atende às expectativas socioculturais da sociedade. 
As causas do desajuste podem ser atribuídas a uma ampla variedade de fatores, incluindo: ambiente familiar, fatores pessoais e fatores relacionados à escola.  O desajustamento afeta o desenvolvimento de um indivíduo e a capacidade de manter relacionamentos interpessoais positivos com os outros. Frequentemente, o desajustamento surge durante os primeiros estágios da infância, quando a criança ainda está a aprender métodos de resolução de problemas que ocorrem nos seus relacionamentos interpessoais.  Indivíduos que não tiveram apoio especializado quanto ao seu desajustamento têm maior risco de sofrer efeitos negativos mais tarde nas suas vidas. 

## Causas
Crianças criadas em certas condições são mais propensas a desajustamentos. Existem três causas principais associadas ao desajustamento: 

### Causas familiares
Socialmente, as crianças que vêm de lares disfuncionais muitas vezes são desajustadas. Sentimentos de frustração em relação à sua situação decorrem de inseguranças e da negação de necessidades básicas como comida, roupas e abrigo. Crianças cujos pais estão desempregados ou possuem baixo nível socioeconómico estão mais sujeitas a desajustamentos. Pais abusivos e altamente autoritários podem causar efeitos nocivos para as necessidades psicológicas que são essenciais para uma criança estar socialmente bem ajustada.   O vínculo entre pais e filhos pode afetar o desenvolvimento psicológico do adolescente. Conflitos nos relacionamentos entre pais e filhos podem fazer com que os adolescentes tenham um ajustamento inadequado. O nível de conflito que ocorre entre um pai e um filho pode afetar a percepção do filho sobre o relacionamento com os pais e a auto-percepção do filho. A percepção de conflito entre pais e filhos pode ser atribuída a dois mecanismos: crença filial recíproca e ameaças percebidas. A crença filial recíproca refere-se ao amor, cuidado e afeto que uma criança tem com os seus pais, representando o nível de intimidade entre os mesmos. Altos níveis de conflito percebido entre pais e filhos reduzem os sentimentos de empatia, a criança pode se sentir isolada e, portanto, alienar-se dos seus pais, o que reduz a quantidade de crença filial recíproca. Adolescentes com níveis mais baixos de crença filial recíproca são conhecidos por apresentarem características de um indivíduo desajustado. Ameaças percebidas podem ser caracterizadas como a antecipação de dano a si mesmo durante um evento emocional que induz uma resposta ao estresse. A preocupação, o medo e a incapacidade de lidar com o estresse durante os conflitos são indicadores de um aumento no nível de ameaça percebida no relacionamento entre pais e filhos. Níveis mais altos de ameaças percebidas em um relacionamento entre pais e filhos podem exacerbar a auto-percepção negativa e enfraquecer a capacidade de enfrentamento. Isso intensifica o comportamento anti-social, que é uma característica associada ao desajustamento. 

### Causas pessoais
Crianças com problemas físicos, emocionais ou mentais geralmente têm dificuldade em se manter socialmente aptas quando comparadas a outras crianças "normais". Isso pode fazer com que a criança se sinta isolada e limite o nível de interação com os outros, o que acarreta um desajustamento.   Regulação emocional desempenha um papel no desajustamento. Geralmente, as emoções são respostas adaptativas que permitem que um indivíduo tenha a capacidade para mudar as mesmas com base na demanda do seu ambiente. A inércia emocional refere-se ao "grau em que os estados emocionais são resistentes à mudança"; há uma falta de responsividade emocional devido à resistência a mudanças ambientais externas ou a influências psicológicas internas. O alto nível de inércia emocional pode ser indicativo de desajustamento, pois o indivíduo não apresenta uma variabilidade típica de emoções em relação ao seu entorno social. Um alto nível de inércia emocional também pode representar prejuízo na habilidade de regulação emocional, que é conhecido por ser um indicador de baixa autoestima e neuroticismo . 

### Causas relacionadas à escola
As crianças que são vítimas de bullying pelos seus colegas na escola correm maior risco de se tornarem desajustadas. Estas crianças são propensas a ansiedade, sentimentos de insegurança e de aversão à escola, podendo começar mesmo a evitá-la. Os professores que apresentam atitudes injustas e tendenciosas em relação aos seus alunos causam-lhes, também, dificuldades na sua adaptação à sala de aula e à vida escolar. Más influências, como delinquentes, podem fazer com que as crianças se desajustem em relação ao seu ambiente social.  

## Características associadas
Existem algumas características que estão associadas a desajustamentos.  
- Comportamento nervoso - hábitos e tiques em resposta ao nervosismo (por exemplo, roer as unhas, inquietação, abanar a cabeça, brincar com o cabelo, incapacidade de ficar parado).
- Reações emocionais exageradas e desvios - A tendência para responder a uma situação com emoções e ações desnecessariamente excessivas ou extravagantes (por exemplo, evitar a responsabilidade devido ao medo, retraimento, facilmente distraído devido ao menor aborrecimento, ansiedade injustificada por pequenos erros).
- Imaturidade emocional - a incapacidade de controlar totalmente as próprias emoções (por exemplo, indecisão, dependência excessiva dos outros, insegurança e desconfiança excessivas, incapacidade de trabalhar de forma independente, hiperatividade, medos e preocupações irracionais, níveis elevados de ansiedade).
- Comportamento exibicionista - comportamentos conduzidos na tentativa de obter atenção ou retratar uma imagem positiva (por exemplo, culpar os outros pelo próprio fracasso, simpatizar com a autoridade, ferir fisicamente os outros).
- Comportamento antisocial - comportamentos e atos hostis e agressivos (por exemplo, crueldade para com os outros, uso de linguagem obscena e abusiva, intimidação, comportamentos destrutivos e irresponsáveis)
- Perturbações psicossomáticas - Isso pode incluir: complicações na evacuação, náuseas e vómitos, comer demais e outras dores.

## Efeitos negativos

### Baixo desempenho académico
Os desajustamentos podem afetar o desempenho académico de um indivíduo.   Indivíduos com comportamentos desajustados tendem a ter um menor comprometimento com a escola, o que causa baixos resultados nos testes, absenteísmo escolar e maior risco de abandono escolar. 

### Comportamento suicida
Nos casos em que uma criança sofra abusos físicos ou sexuais, o desajustamento pode levar acomportamento suicida . Indivíduos com história de abuso na infância tendem a ser desajustados devido à sua insatisfação com o suporte social e à prevalência de um estilo de vinculação ansioso . A implicação clínica sugere que, na terapia, se focar no desajustamento em indivíduos com história de abuso na infância, o risco de comportamento suicida pode ser atenuado. 